# Pomnik Czynu Legionów
Pomnik Czynu Legionów Marszałka Józefa Piłsudskiego – pomnik w Radomiu, usytuowany w centralnej części Rynku Miasta Kazimierzowskiego.

## Historia
Historia pomnika sięga 1923 roku, kiedy to przeprowadzono ekshumację ciała kpt. Józefa Mariańskiego, radomianina poległego w wojnie polsko-bolszewickiej. Wówczas narodziła się idea upamiętnienia żołnierzy Legionów marszałka Piłsudskiego. Pierwotnie planowano zlokalizować pomnik w kwaterze Legionistów cmentarza rzymskokatolickiego, jednak w 1924 roku Rada Miejska podjęła decyzję o zmianie lokalizacji planowanego monumentu. Wybrano miejsce symboliczne – w okresie zaborów radomski Rynek był miejscem straceń bohaterów Powstania styczniowego. Pomnik odsłonięto w obecności Józefa Piłsudskiego 10 sierpnia 1930 roku. Przetrwał do kwietnia 1940 roku, kiedy został zniszczony przez niemieckie władze okupacyjne. W jego miejscu zbudowano basen przeciwpożarowy.
W czasie "karnawału Solidarności" podjęto pierwszą inicjatywę odbudowy pomnika - w dniu 11 listopada 1981 r., w 63. rocznicę odzyskania niepodległości, z inicjatywy Jacka Jerza radomska „Solidarność” i Konfederacja Polski Niepodległej zorganizowały wielotysięczną manifestację, w trakcie której tłumy z pochodniami przemaszerowały ulicami miasta na Rynek, gdzie w miejscu zburzonego Pomnika Czynu Legionów ustawiono jego makietę, przed którą zapalono pochodnie, złożono wieńce i wygłoszono patriotyczne przemówienia, a następnie proklamowano powołanie Obywatelskiego Komitetu Odbudowy Pomnika Legionisty w Radomiu i wezwano do jego powszechnego wsparcia. Wprowadzenie stanu wojennego zaledwie miesiąc później położyło kres tej inicjatywie.
Pomnik udało się zrekonstruować dopiero w 1998 roku w jego pierwotnej lokalizacji.

## Opis
Oryginalny pomnik miał formę statui żołnierza wspartego na strzelbie, umieszczonej na wykonanym z  piaskowca szydłowieckiego podwójnym cokole z piedestałem. Rzeźba autorstwa Kazimierza Pietkiewicza wykonano w zakładach brązowniczych Bracia Łopieńscy w Warszawie. Jej pierwowzorem była statuetka legionisty, wyrzeźbiona przed śmiercią przez stacjonującego na Wołyniu Włodzimierza Koniecznego, którą otrzymał w prezencie imieninowym 19 marca 1916 marszałek Józef Piłsudski. Autorem otoczenia pomnika był radomski architekt, Kazimierz Prokulski, autor m.in. projektu mauzoleum Dionizego Czachowskiego oraz pomnika wdzięczności Armii Radzieckiej. Rzeźba z 1998 roku jest wierną kopią oryginału. Na ośmiokątnym, podwójnym cokole z piedestałem, wykonanym z czarnego granitu umieszczono napis: 
CZYNOWI 

LEGIONÓW 

KOMENDANTA 

PIŁSUDSKIEGO 

OBYWATELE 

1930       1998

## Galeria

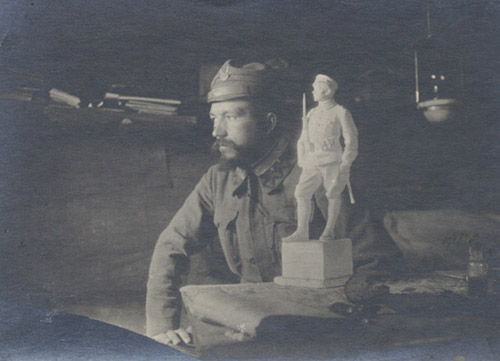
Włodzimierz Konieczny z modelem rzeźby ofiarowanej Józefowi Piłsudskiemu
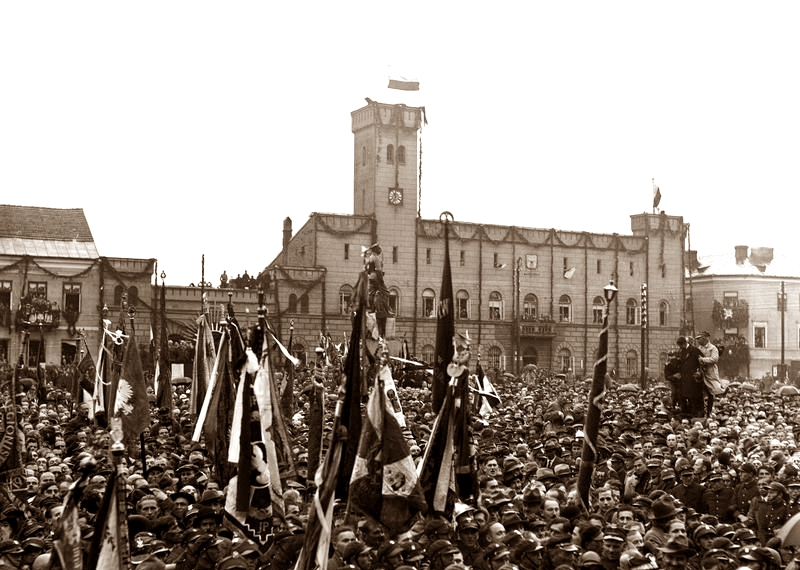
Uroczystość odsłonięcia Pomnika Czynu Legionów 10 sierpnia 1930 roku.
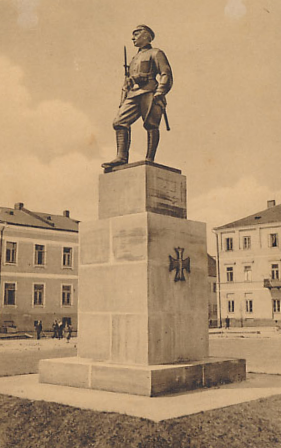
Oryginalny pomnik. Widok z lat 30. XX w.
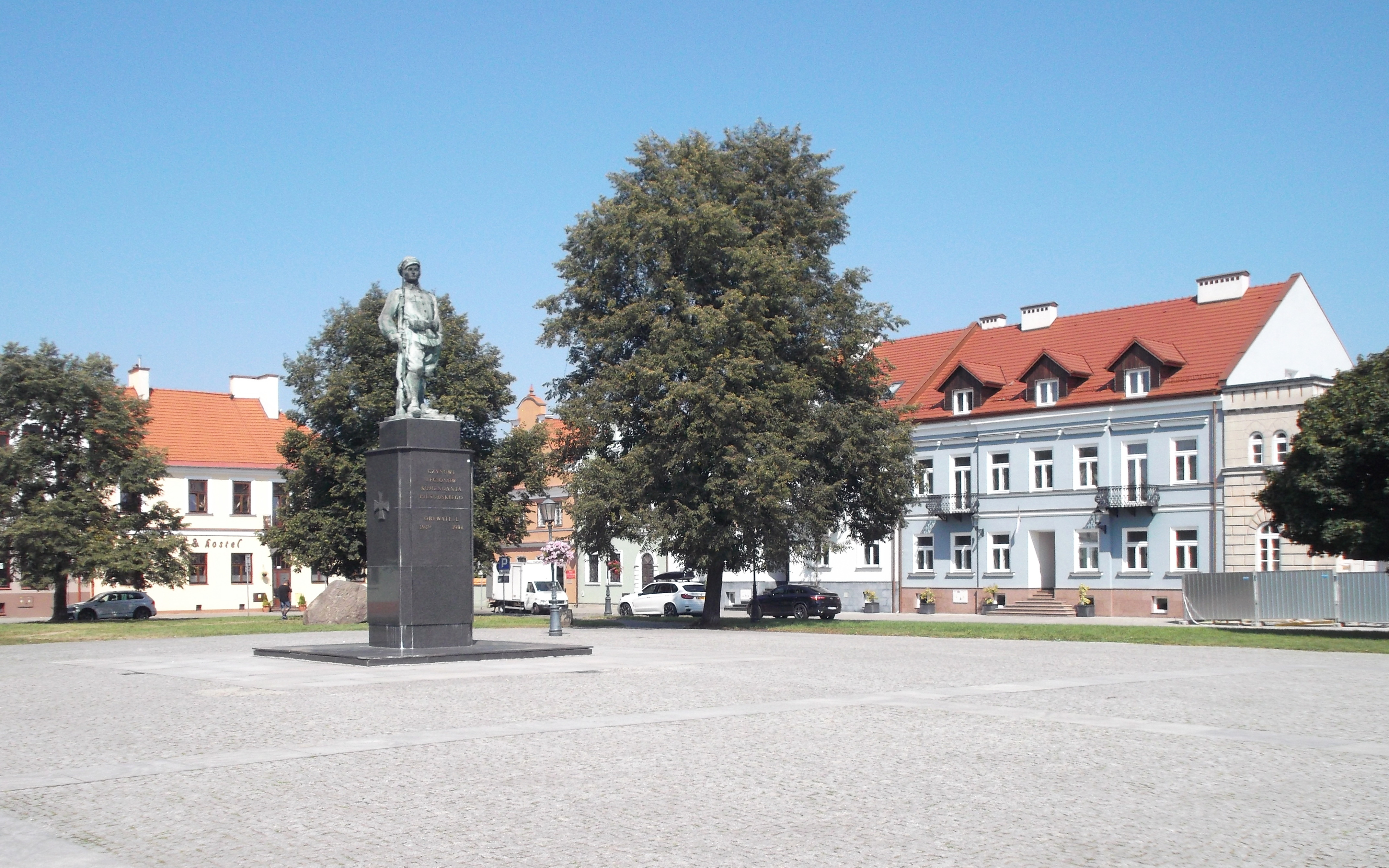
Współczesna panorama Rynku z pomnikiem
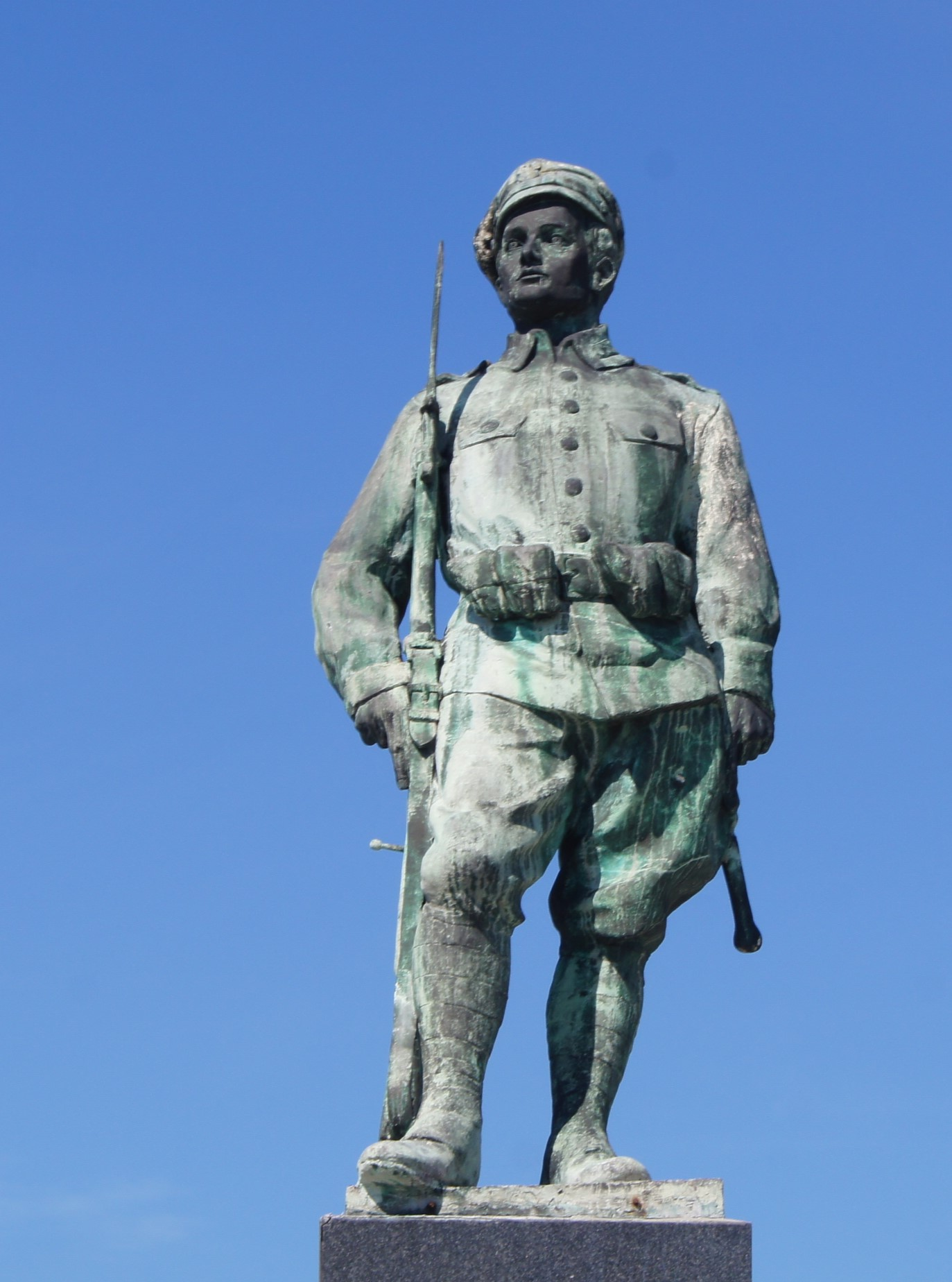
Współczesna wersja pomnika